# 체다인

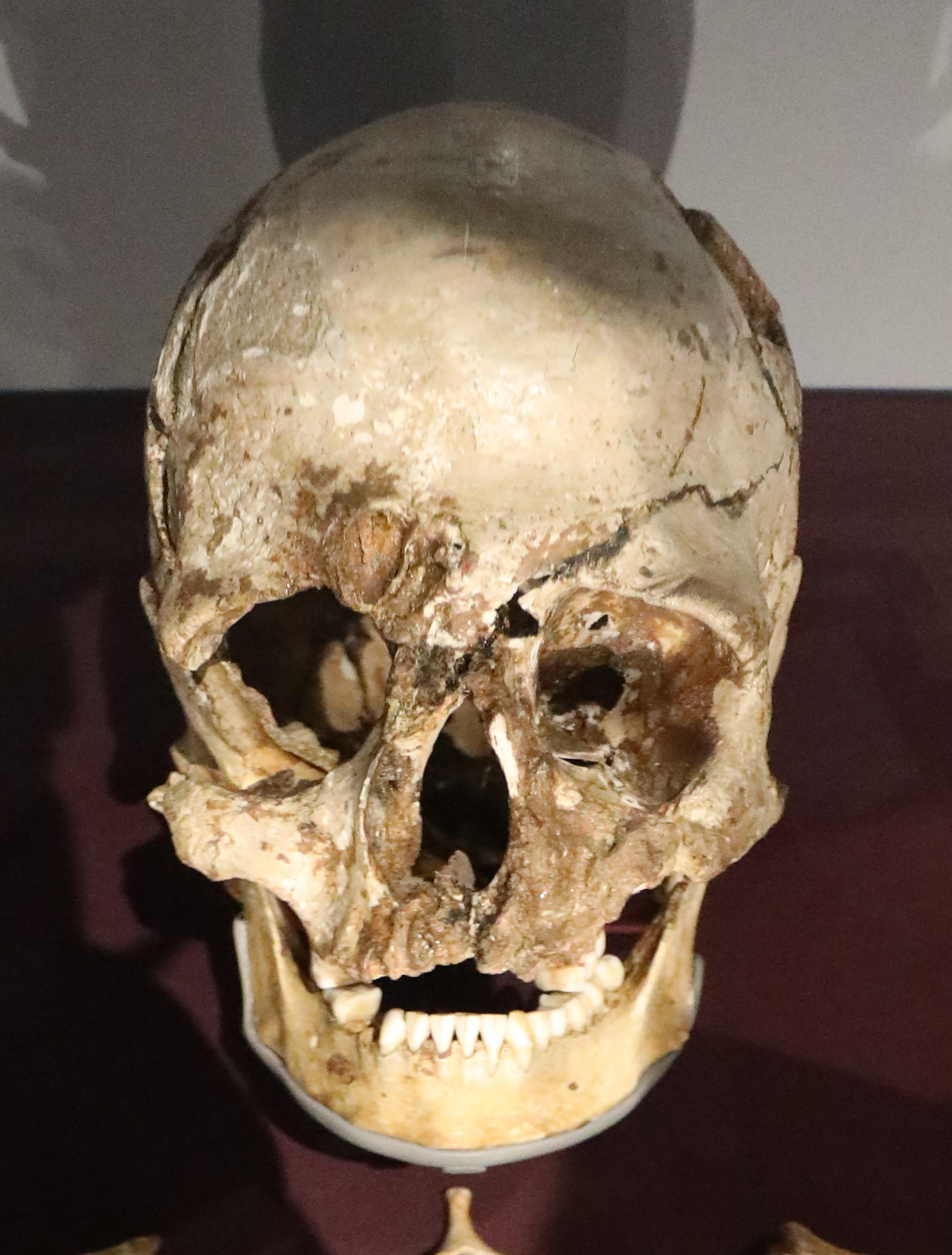

체다인(Cheddar Man)은 잉글랜드 서머셋 체다협곡에서 발견된 인간 남성의 화석이다. 기원전 제9천년기 중석기 시대에 살았으며, 타살당한 것으로 보인다. 또한 오른눈 안와 위에 커다란 병변이 있는 것으로 보아 죽기 전에 뼈에 감염증을 앓았던 것으로 보인다.
체다인 화석은 1903년 발굴되었으며, 브리튼섬에서 발견된 완전한 인간 골격 화석으로서 가장 오래된 것이다. 런던 자연사박물관에서 소장하고 있다.
세포핵 DNA 분석 결과, 체다인은 전형적인 서유럽 수렵채집민으로 밝혀졌다. 홍채가 녹색 또는 파란색이었고, 머리카락은 어두운 색에, 검은 피부를 가졌을 것이다.

## 같이 보기
- 화석 인류